# Народные художественные промыслы

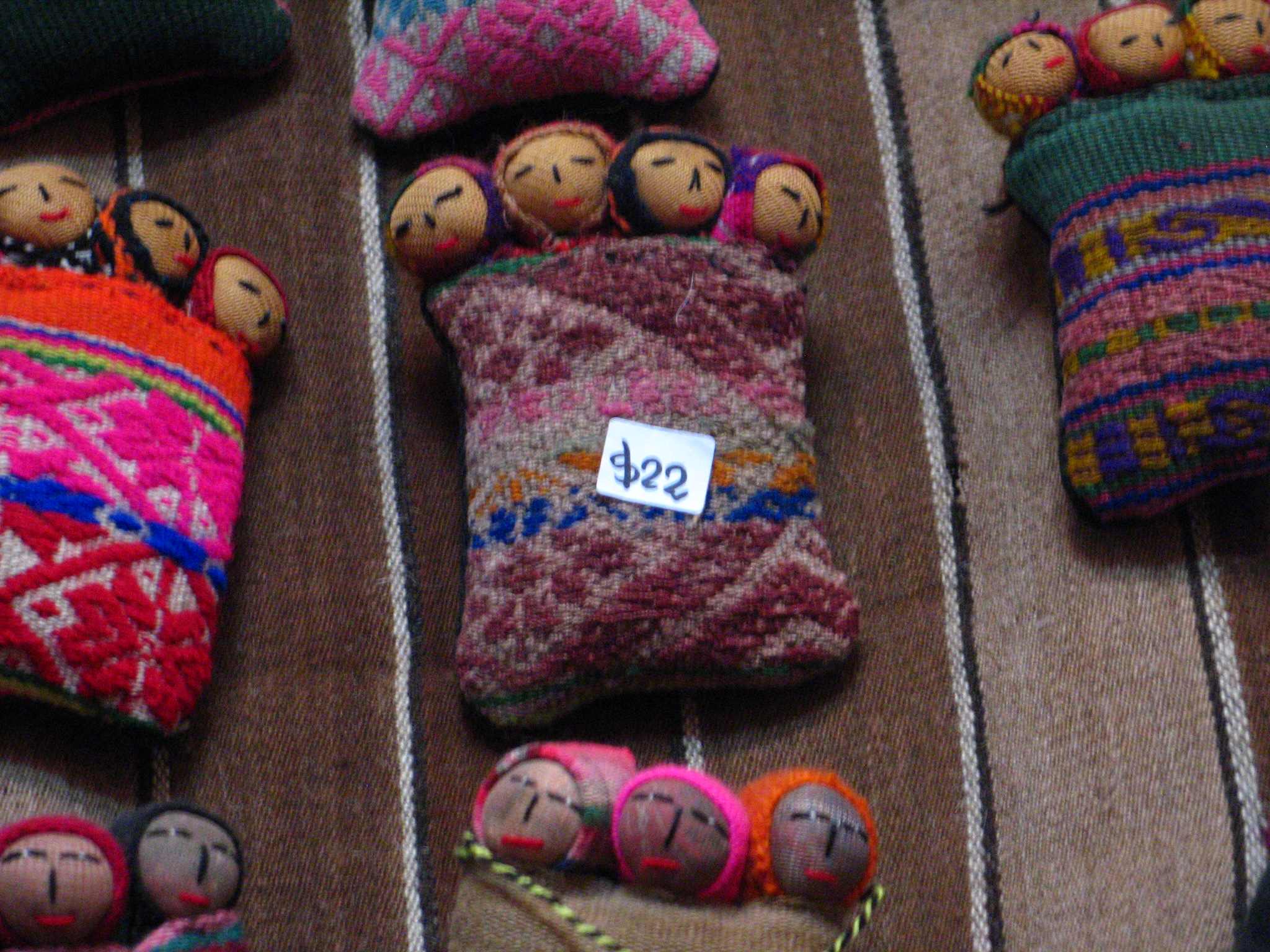
Народные художественные промыслы

Наро́дные худо́жественные про́мыслы (народное ремесло) — изготовление изделий из простых подручных материалов при помощи несложных инструментов. Этот традиционный вид промысла разнообразен творческими видами деятельности, где вещи создаются собственноручно.

## Описание
Народное ремесло берёт некоторые начала от сельского ремесла, благодаря которому создавались предметы первой необходимости, включая сложные конструкции. Сельские ремесла известны ещё с древних времён, фактически, появившись в тот момент, когда человечеству потребовались новые инструменты и предметы для быта. Стоит упомянуть, что в разных регионах и областях, у разных народов искусства и культуры различались, следовательно, различались и их ремесла. Как и народное искусство, народное ремесло нередко зависело от религиозных, культурных и иногда даже политических убеждений.

## История
Народные художественные промыслы восходят к древности, к домашним промыслам и деревенскому ремеслу. Позже образовались работающие на рынок кустарные промыслы, а также частные мастерские, вовлечённые в систему капиталистического рынка и часто не выдерживавшие конкуренции фабричных товаров. В конце XIX — начале XX вв. во многих[каких?] странах началось возрождение народных художественных промыслов, программно противопоставлявшихся массовому промышленному производству бытовых изделий.

## Русские народные промыслы
В России известны: федоскинская миниатюра, тагильская и жостовская росписи, абрамцево-кудринская и богородская резьба, ростовская финифть, мастерские в Талашкино, палехская миниатюра, крестецкая строчка, вятское кружево, игрушки (дымковская, абашевская, каргопольская и филимоновская), гжель, хохлома, тульское оружейное дело и другие.